# 水ヶ浦漁港
水ヶ浦漁港（みずがうらぎょこう）は、京都府舞鶴市にある港で漁港漁場整備法（昭和25年5月2日法律第137号）第1章第5条に規定する第1種漁港である。

## 概要
- 所在地 - 京都府舞鶴市田井水ヶ浦
- 管理者 - 舞鶴市[1][2]
- 漁業協同組合 - 京都府漁業協同組合 田井支所
- 組合員数 -
- 漁港番号 - 3010010
- 舞鶴市田井水ヶ浦集落は７世帯の住民が現在も暮らす
- 港内からは京都府最大の離島の毛島が臨める

## 沿革
- 1952年（昭和27年）2月29日 - 第1種漁港に指定

## 主な魚種
- ブリ
- イワシ
- アジ

## 主な漁業
- 定置漁業
- 採貝藻漁業